# Akelejesøster
Akelejesøster (Semiaquilegia) er en gruppe på 9 arter, som tilhører Ranunkel-familien. Deres udbredelse strækker sig over det meste af Kina, Japan og Korea. Alle underarter i gruppen er flereårige, med løgformede rødder. Frøene er mørkebrune. Blomsterne er koncentreret i et par blomsterstande understøttet af små dækblade.

## Udvalgte arter
- Semiaquilegia adoxoides
- Semiaquilegia dauciformis
- Semiaquilegia eastwoodiae
- Semiaquilegia ecalcarata
- Semiaquilegia henryi